# 1,3,2-Benzodioxaborol
1,3,2-Benzodioxaborol ist eine chemische Verbindung des Bors aus der Gruppe der Alkohole und Brenzcatechinderivate. Es ist der Brenzkatechinester der unsubstituierten Boronsäure.

## Gewinnung und Darstellung
1,3,2-Benzodioxaborol kann durch Reaktion von Diboran mit Catechol bei 25 °C in Benzol dargestellt werden.
Die Verbindung kann auch durch Reduktion von 2-Chlor-1,3,2-benzodioxaborol mit Tributylzinnhydrid hergestellt werden.
Weiterhin kann sie auch aus Bis(benzo-1,3,2-dioxaborolanyl)oxid und 2-(o-Hydroxyphenoxy)-benzo-1,3,2-dioxaborolan gewonnen werden.

## Eigenschaften
1,3,2-Benzodioxaborol ist eine farblose ölige Flüssigkeit, die löslich in Benzol ist.

## Verwendung
1,3,2-Benzodioxaborol wird als Reaktionspartner bei der Herstellung von Arenen und Alkenen und zur katalytischen Hydroborierung verwendet. Sowohl Alkene als auch Alkine reagieren beim Erhitzen rasch mit 1,3,2-Benzodioxaborol und ergeben die entsprechenden Alkyl- und Alkenylcatecholborane in hoher Ausbeute. Die Verbindung kann auch für die Synthese von Amiden und makrozyklischen Lactamen aus Carbonsäuren verwendet werden.